# Corbières (Svizzera)
Corbières (toponimo francese; in tedesco Korbers, desueto) è un comune svizzero di 877 abitanti del Canton Friburgo, nel distretto della Gruyère.

## Geografia fisica
Il territorio di Corbières si estende su 9,60 km². Le aree abitative e infrastrutturali rappresentano il 6,4% della sua superficie, le aree agricole il 49,9%, le aree boschive il 43,1% e le aree improduttive lo 0,8%. 
Corbières si affaccia sul Lago della Gruyère.

## Storia
Il 1º gennaio 2011 ha inglobato il comune soppresso di Villarvolard.

## Monumenti e luoghi d'interesse

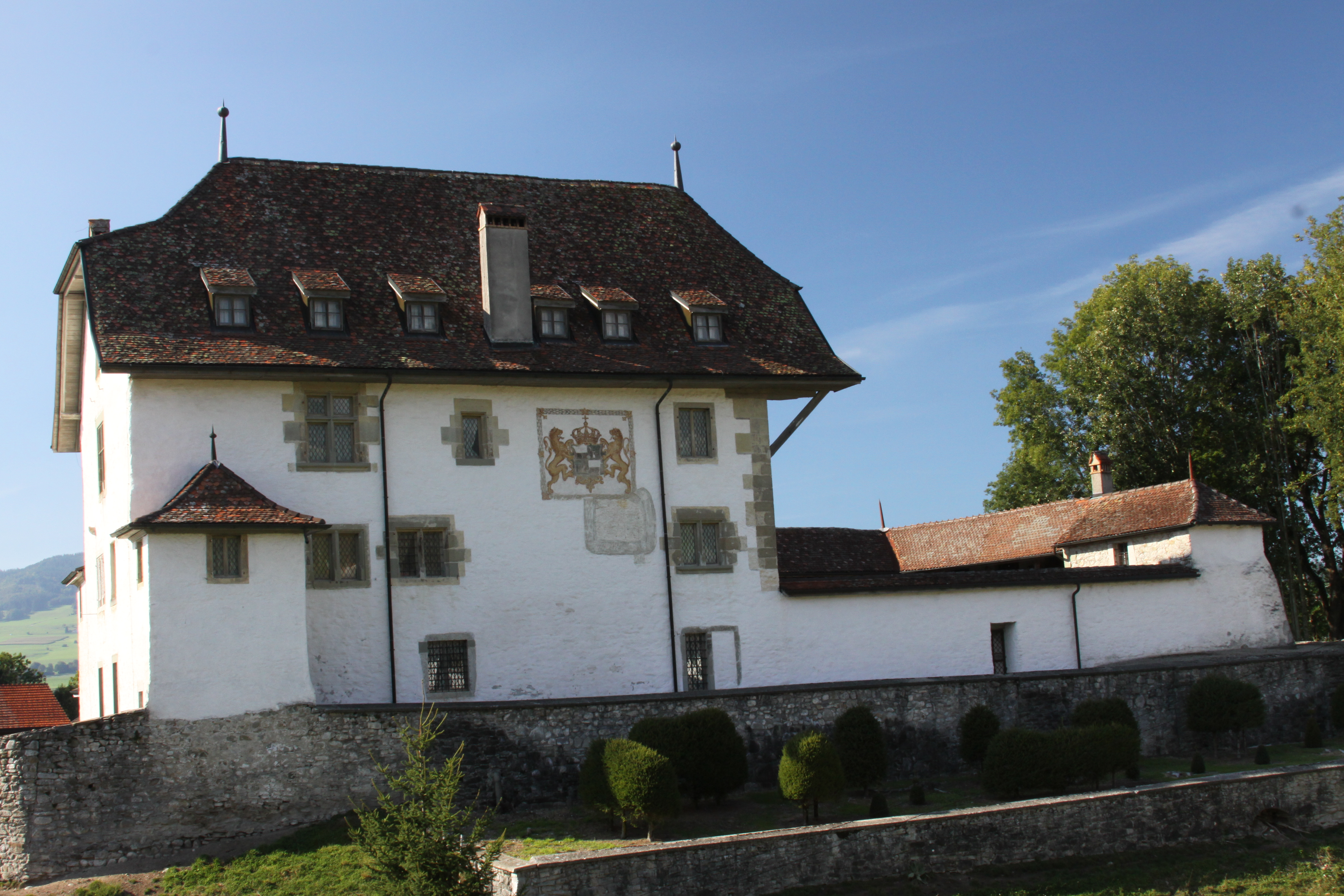
Il castello di Corbières

- Chiesa cattolica della Vergine, eretta nel XVII secolo[1];
- Castello di Corbières, ricostruito nel 1560 e nel 1750[1].

## Società

### Evoluzione demografica
L'evoluzione demografica è riportata nella seguente tabella:
Abitanti censiti

## Amministrazione
Ogni famiglia originaria del luogo fa parte del comune patriziale che ha la responsabilità della manutenzione di ogni bene comune.